# Classificação dos elementos químicos
Em química, a subdivisão em classes é a mais antiga classificação atribuída aos elementos químicos. Esta classificação se baseia principalmente  nas características físicas dos elementos. Inicialmente, os elementos eram subdivididos em duas classes: metais e não-metais. Com a descoberta de novos elementos, incluindo os gases nobres, atualmente os elementos químicos são subdivididos em três classes: metais, não-metais e gases nobres ( gases inertes ). O hidrogênio, devido às suas características especiais, não é enquadrado em nenhuma destas classes.
Metais: São os elementos químicos eletropositivos que se ligam entre si por ligações metálicas, possuindo propriedades como:
- São bons condutores de calor e eletricidade:
- Apresentam ductilidade e maleabilidade;
- Possuem brilho característico;
- Refletem a luz, e
- Têm grande tendência a perderem elétrons, transformando-se em cations.

Não metais ou ametais: São os elementos químicos que geralmente apresentam propriedades contrárias às dos metais:
- São péssimos condutores de calor e eletricidade;
- Não apresentam ductilidade e maleabilidade;
- São opacos, não apresentando brilho, e
- Têm grande tendência a ganharem elétrons devido a sua alta eletronegatividade, transformando-se em anions.

Gases nobres ou inertes: São elementos gasosos cuja característica principal é serem inertes pela sua camada de valência completa, ou seja, são quimicamente estáveis e estão presentes na natureza em forma de moléculas monoatômicas. Os gases nobres que ocorrem naturalmente são o hélio (He), neônio (Ne), argônio (Ar), criptônio (Kr), xenônio (Xe), radônio (Rn) e artificialmente o oganésson (Og), localizados na última coluna à direita da tabela periódica. 
Até 1986, o IUPAC empregava uma outra classificação: os Semimetais, que incluiam o boro, silício, germânio, arsênio, antimônio, telúrio e Polônio. Eles eram classificados assim pelas suas propriedades intermediárias entre as dos metais e não metais, entre as quais: 
- Semicondutores de calor e eletricidade;
- Possuem brilho metálico;
- Podem formar ânions ou cátions, e
- São quebradiços e pouco maleáveis.